# Valeri Shchitny
Valeri Shchitny fue un deportista soviético que compitió en esgrima, especialista en la modalidad de sable. Ganó tres medallas en el Campeonato Mundial de Esgrima entre los años 1961 y 1963.

## Palmarés internacional
| Campeonato Mundial | Campeonato Mundial       | Campeonato Mundial | Campeonato Mundial |
| Año                | Lugar                    | Medalla            | Prueba             |
| ------------------ | ------------------------ | ------------------ | ------------------ |
| 1961               | Turín (Italia)           | Medalla de plata   | Sable por equipos  |
| 1962               | Buenos Aires (Argentina) | Medalla de bronce  | Sable por equipos  |
| 1963               | Danzig (Polonia)         | Medalla de plata   | Sable por equipos  |